# Ruprechtia curranii
Ruprechtia curranii là một loài thực vật có hoa trong họ Rau răm. Loài này được S.F.Blake miêu tả khoa học đầu tiên năm 1918.